# Васіл Могорита
Васіл Могорита (чеськ. Vasil Mohorita; 19 вересня 1952, Прага) — чехословацький та чеський політик і підприємець, у 1988—1989 роках — секретар ЦК Комуністичної партії Чехословаччини (КПЧ), учасник переговорів з опозицією під час Оксамитової революції. Короткий період у 1989—1990 роках був першим секретарем КПЧ. Один із засновників Комуністичної партії Чехії і Моравії представляв реформаторське крило партії. Після виходу з КПЧМ перебував у керівництві кількох соціалістичних партій, 1998 року — голова Партії демократичного соціалізму. Залишивши політичну діяльність, активно займався бізнесом, після банкрутства емігрував до Великої Британії, працював мийником посуду. Повернувшись до Чехії, зайнявся прибиранням вулиць.

## Партійний функціонер
Народився в сім'ї військовослужбовця російського походження. Здобув спеціальність автомеханіка. У вісімнадцятирічному віці вступив до урядущої Комуністичної партії Чехословаччини (КПЧ). Розглядався партійним керівництвом як перспективний кадр. Отримав направлення на навчання до СРСР у 1971—1972 роках, закінчив Вищу комсомольську школу. Повернувшись до ЧССР, навчався у Вищій політичній школі ЦК КПЧ.
З 1982 року Васіл Могорита — секретар Соціалістичної спілки молоді (ССМ, молодіжна організація КПЧ, типу радянського комсомолу). З 1986 року — голова ССМ Чеської соціалістичної республіки, заступник голови ССМ ЧССР. На XVII з'їзді КПЧ у березні 1986 року затверджено кандидатом у члени ЦК.
9 квітня 1988 року Могориту кооптовано в ЦК і Секретаріат ЦК КПЧ. Був наймолодшим членом найвищого партійного керівництва. Політичний курс Могорити був витриманий у дусі консервативної «нормалізації». Опікувався партійним контролем над молодіжним середовищем, цензурою у навчальних закладах.

## Позиція в Оксамитовій революції
17 листопада 1989 року студентська демонстрація в Празі поклала початок антикомуністичній Оксамитовій революції. Васіл Могорита зробив різку політичну переорієнтацію та спробував адаптуватися до змін. Спочатку революційні події сприяли його кар'єрі: як представника «молодих сил оновлення» його ввели до складу Президії ЦК КПЧ.
Могорита демонстративно засудив поліцію за розгін студентів і цим досяг певної популярності. Він брав активну участь у переговорах з опозиційним Громадянським форумом і персонально з Вацлавом Гавелом. Нове керівництво КПЧ оголошувало про намір відтепер іти шляхом Празької весни.
24 листопада 1989 року провели зміну керівництва КПЧ. Посаду генерального секретаря ЦК, замість скомпрометованого Мілоша Якеша, обійняв Карел Урбанек. Проте Урбанек мав вигляд слабкої політичної фігури, до того ж пов'язаною з колишнім керівництвом, і вже 20 грудня 1989 року він пішов у відставку. Першим секретарем ЦК КПЧ обрали Васіля Могориту. Характерно, що одночасно з цим кадровим рішенням розпустили партійну силову структуру — «Народну міліцію».
Голова КПЧ Ладислав Адамець вважав за краще публічно триматися на другому плані, висуваючи вперед молодого першого секретаря Могориту. Характерно, що саме «товариша Могориту» (поряд з Гізі, Міллером і Ліловим) називав партнером ідеолог радянської Перебудови Олександр Яковлєв на XXVIII з'їзді КПРС.
Позиція Могорити наприкінці 1989 — на початку 1990 років іноді розглядається в контексті загального плану реформістської частини керівництва КПЧ зберегти владу в нових умовах. Цей план пов'язується з іменами «чехословацьких перебудовників» Любомира Штроугала та Ладислава Адамеця. Васілеві Могоріті відводилася важлива роль, він планувався на один із найвищих державних посад. Однак план зірвався бурхливим розвитком подій.
Згодом Могорита характеризував події 1989 року і наступні реформи як «змова між реформаторами з КПЧ та дисидентами, здійснена під контролем Москви», причому оцінював радше позитивно. Інші учасники подій, наприклад, Александр Вондра, спростовують цю версію як надуману конспірологію, вигадану заднім числом.
Восени 1990 року тональність виступів Могорити змістилася до посилення. Зокрема, він пропонував створення особливих загонів охорони громадського порядку — у цьому вбачався натяк на відтворення «Народної міліції» КПЧ. Такі заяви спричинили тривогу у чехословацьких ЗМІ, але жодних реальних наслідків не мали.

## Подальше життя
У березні 1990 року Васіл Могорита став одним із засновників Комуністичної партії Чехії і Моравії (КПЧМ) — наступниці КПЧ. Був депутатом Федеральних зборів у 1990—1992 роках, інтенсивно контактував з Вацлавом Клаусом і Мілошем Земаном. Однак його розрахунки на лідерство не справдилися — головою КПЧМ обрали відомого кінорежисера Іржі Свободу. Могорита представляв у партії реформістське крило, виступав за її соціал-демократизацію та зміну назви. Але більшість КПЧМ віддала перевагу консервативному курсу.
1991 року Василь Могорита вийшов із КПЧМ і взяв участь у створенні Демократичної партії праці, яка у 1993 році перетворилася на Демократичну ліву партію, а 1997 року — на Партію демократичного соціалізму (ПДС). У 1998 році Могорита був головою ПДС. Залишив політичну діяльність після поразки партії на виборах.
Давні комсомольські зв'язки Могорити у Москві допомогли йому створити торговий бізнес із російськими й українськими фірмами. Спочатку своєю підприємницькою штаб-квартирою він зробив закритий військовий завод у Брно, який спробував перевести на цивільне машинобудування. Потім заснував ще кілька комерційних структур — CIS Group, Suma, ČSIS, Jamiko, Valeko, Servicing, E. R. Trading, ER Consulting. Займався реалізацією одягу та продовольства, потім консалтингом. Однак до 2002 року бізнес Могорити збанкрутував.
Василь Могорита поїхав до Великої Британії. Працював мийником посуду у лондонських ресторанах. При випадкових зустрічах із чеськими знайомими в Лондоні не виявляв бажання спілкуватися. Потім переселився в шотландське місто Далкіт. Чеська преса зазначала, що матеріальних труднощів у Великій Британії — судячи зі свого далкітського житла — Могорита явно не відчував.

## Повернення до Праги
Повернувшись до Чехії, Васіл Могорита оселився у Празі та зайнявся прибиранням вулиць. В інтерв'ю 2016 року він сказав, що задоволений своїми заробітками та не має наміру змінювати рід занять.
Причиною своєї невдачі у політиці Васіл Могорита вважає догматизм «червоного табору» у КПЧ та КПЧМ, сформованого офіцерами держбезпеки ЧССР. За словами Могорити, противники реформ зробили все, щоб усунути його з політики, привели до депресії і ледь не довели до самогубства. Тільки повний розрив із ними дозволив Могориті повернутися до повноцінного життя.
Васіл Могорита перейнявся симпатіями до Ізраїлю. Він виявив у себе єврейських предків, вивчив іврит і у 2017 році відслужив кілька місяців у ЦАХАЛ як іноземний волонтер.

## Приватне життя
З 1976 року Васіл Могорита був одружений з Властою Могоритовою. Має сина та доньку. Подружжя розлучилося після двадцятирічного шлюбу.